# フィアット 6616
フィアット 6616（イタリア語: FIAT Tipo 6616）装甲車とは、1970年代にイタリアのフィアットとオート・メラーラが共同で、フィアット 6614装甲兵員輸送車を基に開発した、威力偵察・火力支援用の4輪式軽装甲車である。

## 概要
フィアット 6616は基本的にフィアット 6614をベースとしており、車体の基本的な形状や防御力等の性能、エンジンなどの部品は共通であるがエンジンを後部に移動させて砲塔を搭載するスペースを確保するとともに、運転席も車体の左右中心軸からやや右よりに移動されている。
2人乗りの砲塔はオート・メラーラが設計したもので、主砲の仰角は-5°から+35°の間まで取ることができる。
主砲にはルクス戦闘偵察車やマルダー歩兵戦闘車と同じラインメタル製の20mm機関砲MK 20 Rh202を搭載しているが、顧客の注文に応じて主砲をコッカリル 90mm低圧砲に交換することも可能である。
同軸機銃には同じくドイツ製の7.62mm機関銃ラインメタルMG3を、機関砲の上側に装着させている。

## 採用国
- イタリア - カラビニエリで運用
- ペルー
- ソマリア - ソマリア内戦勃発以後の稼働状態は不明。